# Sigrid (piosenkarka)
Sigrid Solbakk Raabe (ur. 5 września 1996 w Ålesund) – norweska piosenkarka i autorka piosenek.
Na rynku fonograficznym debiutowała w 2013. Następnie zawiesiła działalność muzyczną, do której powróciła w 2016 podpisaniem kontraktu z wytwórnią Island Records, która wydała jej dwa minialbumy: Don’t Kill My Vibe (2017) i Raw (2018) oraz dwa albumy studyjne: Sucker Punch (2019) oraz How to Let Go (2022). Obydwie płyty dotarły na szczyt listy najchętniej kupowanych albumów w Norwegii.
Laureatka European Border Breakers Award i Europejskiej Nagrody Muzycznej MTV dla najlepszego norweskiego wykonawcy. Zwyciężczyni plebiscytu BBC Sound of 2018.

## Życiorys
Dorastała w środowisku muzycznym. Jako nastolatka pobierała lekcje gry na fortepianie i śpiewu. Debiutowała na scenie w trakcie występu swojego brata, Tellefa Raabe. W 2013 podpisała kontrakt płytowy z Petroleum Records i wydała pierwszy solowy singel „Sun”, który zdobył lokalne uznanie. Piosenkarka nie znalazła czasu na promocje i koncerty z powodu szkoły. Mając 18 lat, przeprowadziła się do Bergen. 
W 2016 podpisała kontrakt z Island Records, co zaowocowało wydaniem na początku 2017 singla „Don’t Kill My Vibe”, który był notowany w Norwegii, Australii i Wielkiej Brytanii, gdzie uzyskał status srebrnej płyty za sprzedaż ponad 200 tys. egzemplarzy. 12 maja 2017 wydała minialbum o tym samym tytule. W tym samym czasie była twarzą kampanii Up-Next firmy Apple Music, w której zaprezentowano nowych, obiecujących artystów.  
W listopadzie 2017 otrzymała nagrodę P3 Gull od norweskiej stacji radiowej NRK P3 jako najlepsza debiutantka. 11 grudnia wystąpiła podczas koncertu ku czci zwycięzcy Pokojowej Nagrody Nobla, Międzynarodowej Kampanii na rzecz Zniesienia Broni Nuklearnej.
Pod koniec 2017 została ogłoszona laureatką nagrody European Border Breakers Award, którą otrzymują europejscy artyści, odnoszący sukcesy poza swoimi ojczystymi krajami. W styczniu 2018 zajęła pierwsze miejsce w plebiscycie BBC Sound of 2018. 8 marca 2019 wydała debiutancki album studyjny pt. Sucker Punch.
W maju 2022 roku ukazał się drugi album artystki How to Let Go, na którym znalazły się m.in. utwory "Mirror" oraz "Bad Life" nagrany w duecie z zespołem Bring Me the Horizon. 4 listopada tego samego roku ukazała się edycja specjalna albumu zawierająca utwory w nowych aranżacjach oraz niewydany wcześniej utwór "Blue". Kilka dni później została ogłoszona laureatką Europejskiej Nagrody Muzycznej MTV dla najlepszego nordyckiego wykonawcy.

## Dyskografia

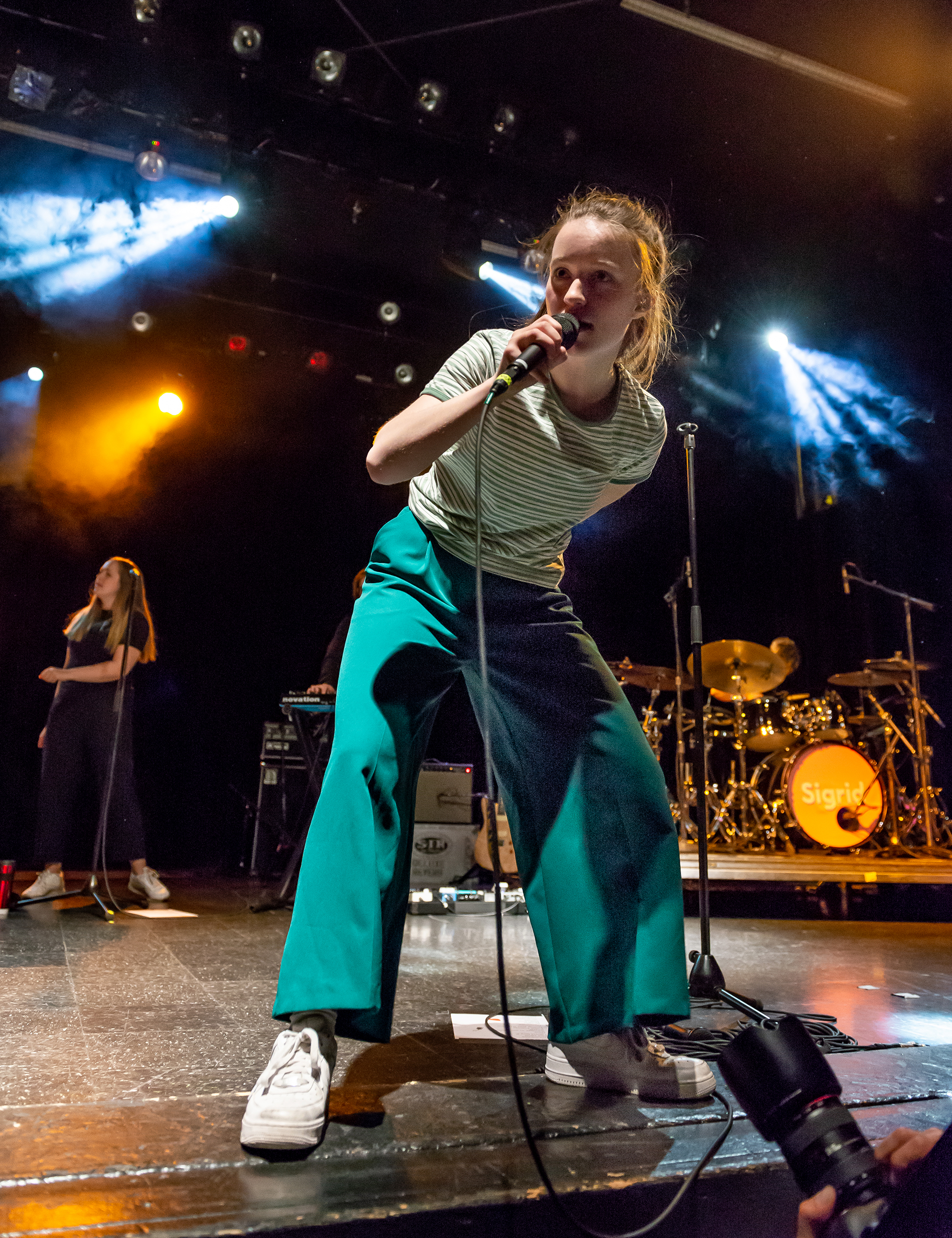
Sigrid podczas występu w Los Angeles, 16 kwietnia 2018

### Albumy
| Rok  | Dane dot. albumu                                                                                      | Najwyższe pozycje na listach | Najwyższe pozycje na listach | Najwyższe pozycje na listach | Najwyższe pozycje na listach | Najwyższe pozycje na listach | Najwyższe pozycje na listach | Najwyższe pozycje na listach | Najwyższe pozycje na listach | Najwyższe pozycje na listach | Najwyższe pozycje na listach | Najwyższe pozycje na listach | Najwyższe pozycje na listach | Certyfikaty                                    |
| Rok  | Dane dot. albumu                                                                                      | NOR                          | AUS                          | AUT                          | BEL (FL)                     | BEL (WA)                     | GER                          | IRE                          | SCO                          | SWE                          | SWI                          | UK                           | USA Heat.                    | Certyfikaty                                    |
| ---- | --- | ---------------------------- | ---------------------------- | ---------------------------- | ---------------------------- | ---------------------------- | ---------------------------- | ---------------------------- | ---------------------------- | ---------------------------- | ---------------------------- | ---------------------------- | ---------------------------- | ---------------------------------------------- |
| 2019 | Sucker Punch - Wydany: 8 marca 2019 - Wytwórnia: Island - Format: CD, kaseta, winyl, digital download | 1                            | 84                           | 51                           | 34                           | 151                          | 63                           | 4                            | 4                            | 57                           | 54                           | 4                            | 3                            | - NOR: 2× platynowa płyta - GBR: srebrna płyta |
| 2022 | How to Let Go - Wydany: 6 Maja 2022 - Wytwórnia: Island - Format: CD, kaseta, winyl, digital download | 1                            | —                            | —                            | 100                          | —                            | 61                           | 11                           | 4                            | —                            | 73                           | 2                            | —                            |                                                |

### Minialbumy
| Rok  | Dane dot. albumu                                                                                          | Najwyższa pozycja na liście |
| Rok  | Dane dot. albumu                                                                                          | USA Heat.                   |
| ---- | --- | --------------------------- |
| 2017 | Don't Kill My Vibe - Wydany: 5 maja 2017 - Wytwórnia: Island Records - Format: Digital download, winyl    | 19                          |
| 2017 | Spotify Live - Wydany: 2017 - Wytwórnia: Island Records - Format: Streaming                               | –                           |
| 2018 | Raw - Wydany: 11 lipca 2018 - Wytwórnia: Island Records - Format: CD, winyl, digital download             | –                           |
| 2023 | The Hype - Wydany: 27 października 2023 - Wytwórnia: Island Records - Format: CD, winyl, digital download | –                           |

### Single

#### Jako główna artystka
| Rok                                                      | Tytuł                               | Najwyższe pozycje na listach | Najwyższe pozycje na listach | Najwyższe pozycje na listach | Najwyższe pozycje na listach | Najwyższe pozycje na listach | Najwyższe pozycje na listach | Najwyższe pozycje na listach | Najwyższe pozycje na listach | Certyfikaty                                      | Album                                              |
| Rok                                                      | Tytuł                               | NOR                          | AUS                          | CRO                          | IRL                          | ISR                          | NZ                           | POL                          | UK                           | Certyfikaty                                      | Album                                              |
| -------------------------------------------------------- | ----------------------------------- | ---------------------------- | ---------------------------- | ---------------------------- | ---------------------------- | ---------------------------- | ---------------------------- | ---------------------------- | ---------------------------- | ------------------------------------------------ | -------------------------------------------------- |
| 2017                                                     | „Don't Kill My Vibe”                | 28                           | 85                           | –                            | –                            | –                            | –                            | –                            | 62                           | - NOR: 2× platynowa płyta - GBR: srebrna płyta   | Don't Kill My Vibe                                 |
| 2017                                                     | „Plot Twist”                        | –                            | –                            | –                            | –                            | –                            | –                            | –                            | –                            | - NOR: złota płyta                               | Don't Kill My Vibe                                 |
| 2017                                                     | „Strangers”                         | 6                            | –                            | 1                            | 7                            | 10                           | –                            | 33                           | 10                           | - NOR: 2× platynowa płyta - GBR: platynowa płyta | Sucker Punch                                       |
| 2018                                                     | „Raw”                               | –                            | –                            | –                            | –                            | –                            | –                            | –                            | –                            |                                                  | Raw                                                |
| 2018                                                     | „High Five”                         | –                            | –                            | –                            | 61                           | –                            | –                            | –                            | 59                           | - GBR: srebrna płyta                             | Raw                                                |
| 2018                                                     | „Schedules”                         | –                            | –                            | –                            | –                            | –                            | –                            | –                            | –                            |                                                  | Raw                                                |
| 2018                                                     | „Sucker Punch”                      | 12                           | –                            | –                            | 96                           | –                            | –                            | –                            | –                            | - NOR: platynowa płyta                           | Sucker Punch                                       |
| 2019                                                     | „Don't Feel Like Crying”            | 22                           | –                            | 16                           | 16                           | –                            | –                            | –                            | 13                           | - GBR: złota płyta                               | Sucker Punch                                       |
| 2019                                                     | „Mine Right Now”                    | 40                           | –                            | –                            | –                            | –                            | –                            | –                            | –                            |                                                  | Sucker Punch                                       |
| 2019                                                     | „Home To You”                       | 18                           | –                            | –                            | –                            | –                            | –                            | –                            | –                            |                                                  | The Aeronauts (Original Motion Picture Soundtrack) |
| 2021                                                     | „Mirror”                            | 13                           | –                            | –                            | 76                           | –                            | –                            | –                            | 49                           |                                                  | How to Let Go                                      |
| 2021                                                     | „Burning Bridges”                   | 38                           | –                            | –                            | –                            | –                            | –                            | –                            | –                            |                                                  | How to Let Go                                      |
| 2022                                                     | „Head on Fire (z Griff)”            | 33                           | –                            | –                            | –                            | –                            | –                            | –                            | 44                           |                                                  | –                                                  |
| 2022                                                     | „It Gets Dark”                      | 39                           | –                            | –                            | –                            | –                            | –                            | –                            | –                            |                                                  | How to Let Go                                      |
| 2022                                                     | „Bad Life (z Bring Me the Horizon)” | 28                           | –                            | –                            | –                            | –                            | –                            | –                            | 50                           |                                                  | How to Let Go                                      |
| 2023                                                     | „The Hype”                          | 37                           | –                            | –                            | –                            | –                            | –                            | –                            | –                            |                                                  | The Hype                                           |
| „–” oznacza, że singel nie był notowany na danej liście. |                                     |                              |                              |                              |                              |                              |                              |                              |                              |                                                  |                                                    |